# نظرية التاريخ الألماني

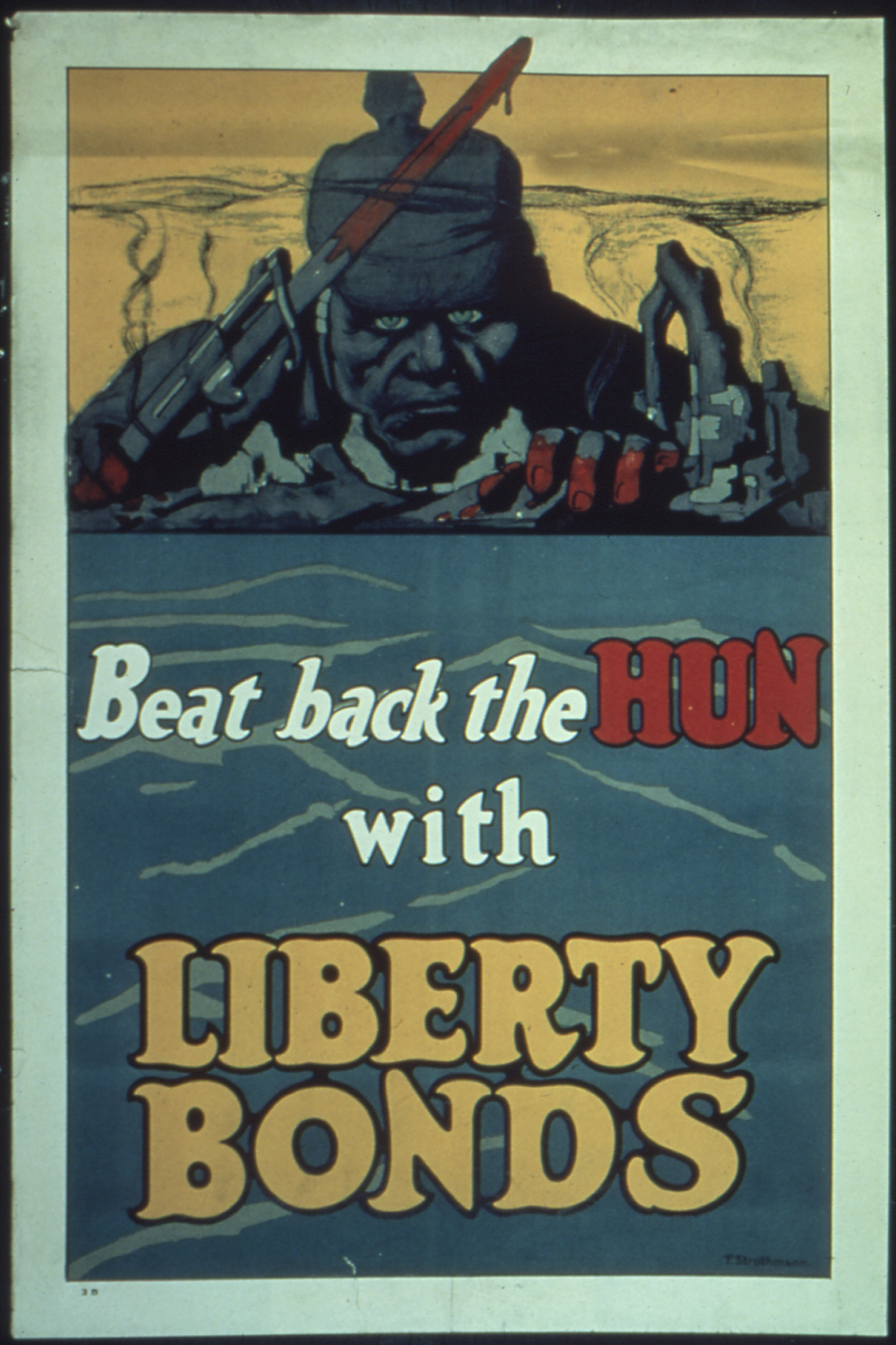
ملصق ’اهزم الهون بسندات الحرية‘: تحليل الدعاية الحربية الأمريكية خلال الحرب العالمية الأولى في إطار نظرية التاريخ الألماني

نظرية التاريخ الألماني أو Sonderweg (تُلفظ بالألمانية: [ˈzɔndɐˌveːk] ، «المسار الخاص») يحدد النظرية في التأريخ الألماني التي تعتبر الأراضي الناطقة بالألمانية أو ألمانيا نفسها قد اتبعت مسارًا من الأرستقراطية إلى الديمقراطية على عكس أي دولة أخرى في أوروبا.
نشأت المدرسة الحديثة للفكر بهذا الاسم في وقت مبكر خلال الحرب العالمية الثانية كنتيجة لصعود ألمانيا النازية. نتيجة لحجم الدمار الذي لحق بأوروبا من قبل ألمانيا النازية، اكتسبت نظرية التاريخ الألماني تدريجياً من أتباعها داخل ألمانيا وخارجها، خاصة منذ أواخر الستينيات. على وجه الخصوص، يرى مؤيدوها أن الطريقة التي تطورت بها ألمانيا على مر القرون ضمنت فعليًا تطور النظام الاجتماعي والسياسي على غرار ألمانيا النازية. من وجهة نظرهم، اتبعت العقليات الألمانية، وهيكل المجتمع، والتطورات المؤسسية مسارًا مختلفًا مقارنةً بأمم الغرب الأخرى، التي كان لها تطور طبيعي في تاريخها. كتب المؤرخ الألماني هاينريش أوجست وينكلر مسألة وجود نظرية الماضي الألماني: «لفترة طويلة، رد الألمان المتعلمون على ذلك بشكل إيجابي، مبدئياً من خلال المطالبة بمهمة ألمانية خاصة، ثم، بعد الانهيار عام 1945، من خلال انتقاد انحراف ألمانيا عن الغرب. اليوم، وجهة النظر السلبية هي السائدة. لم تختلف ألمانيا، حسب الرأي السائد الآن، عن الدول الأوروبية العظيمة إلى حد يبرر الحديث عن "طريق ألماني فريد". وعلى أي حال، لم تتخذ أي دولة على وجه الأرض ما يمكن وصفه بأنه "المسار الطبيعي."»

## القرن التاسع عشر
مصطلح Sonderweg استخدم لأول مرة من قبل المحافظين الألمان في الفترة الإمبريالية، ابتداءً من أواخر القرن التاسع عشر كمصدر للفخر في "المعنى الذهبي"  للحكم الذي كان من وجهة نظرهم قد تم تحقيقه من قبل الدولة الألمانية، التي تميزت كسلطوية تكمن الدولة في أخذ زمام المبادرة في إجراء إصلاحات اجتماعية، وفرضها دون انتظار التعرض لضغوط". هذا النوع من الاستبداد كان ينظر إليه على أنه يتجنب كل من استبداد روسيا الإمبراطورية وما يعتبرونه الحكومات الديمقراطية الضعيفة والمنحلة وغير الفعالة في بريطانيا وفرنسا. كانت فكرة ألمانيا كقوة أوروبية مركزية كبيرة، وليس الغرب ولا الشرق، أن تكون سمة متكررة للفكر الألماني اليميني حتى عام 1945.

## القرن العشرين

### خلال الحرب العالمية الثانية
أثار احتلال ألمانيا النازية لتشيكوسلوفاكيا في مارس 1939 وغزوها لبولندا في سبتمبر 1939 (الغزو الأخير الذي سرعان ما دفع فرنسا وبريطانيا إلى الحرب العالمية الثانية) الدافع لشرح ظاهرة ألمانيا النازية. في عام 1940، نشر سيباستيان هافنر، المهاجر الألماني الذي يعيش في بريطانيا، ألمانيا: جيكيل وهايد، حيث جادل بالقول إن أدولف هتلر وحده، بفضل قوة شخصيته الغريبة، التي خلقت ألمانيا النازية. في عام 1941، نشر الدبلوماسي البريطاني روبرت فانسيتارت السجل الأسود: الألمان في الماضي والحاضر، والذي اشار إى أنه لم تعد النازية إلا أحدث مظاهر لما جادل بها فانسيتارت كانت الصفات الألمانية الحصرية للعدوانية والوحشية.

### منذ منتصف 1960s
ابتداءً من الستينيات، جادل المؤرخون مثل فريتز فيشر وهانز أولريش ويلر بأن ألمانيا، على عكس فرنسا وبريطانيا، لم تشهد سوى «تحديث جزئي»، حيث لم يتبع الثورة الصناعية تغييرات في المجالين السياسي والاجتماعي، والتي لا يزال رأي فيشر وويلر يسيطر عليه نخبة أرستقراطية «ما قبل الحداثة». في رأي أنصار أطروحة Sonderweg، كانت نقطة التحول الحاسمة هي ثورة عام 1848، عندما فشل الليبراليون الألمان في الاستيلاء على السلطة، وبالتالي إما هاجروا أو اختاروا الاستسلام لأنفسهم ليخضعوا لسيطرة نخبة رجعية، تعيش في مجتمع يدرس أبنائه الطاعة، وتمجيد للنزعة العسكرية، والفخر في فكرة معقدة للغاية للثقافة الألمانية. خلال النصف الأخير من الرايخ الثاني، من حوالي 1890 إلى 1918، جادلوا بأن هذا الفخر تطور إلى غطرسة. منذ عام 1950، قام مؤرخون مثل فيشر وويلر وهانز مومسن بتوجيه اتهام قاسي للنخبة الألمانية في الفترة 1870-1945، الذين اتُهموا بالترويج للقيم الاستبدادية خلال الرايخ الثاني، كونهم وحدهم المسؤولون عن إطلاق الحرب العالمية الأولى، تخريب جمهورية فايمار الديمقراطية ومساعدة وتحريض الديكتاتورية النازية في القمع الداخلي والحرب والإبادة الجماعية. من وجهة نظر Wehler وFischer ومؤيديهم، فإن الهزيمة الألمانية في عام 1945 هي فقط التي وضعت حداً للبنية الاجتماعية «الحديثة» التي أدت إلى الحكم الاستبدادي الألماني التقليدي واستمراره، ثم البديل الاشتراكي القومي الأكثر تطرفًا. أكد Wehler أن تأثيرات نخبة القوى التقليدية في الحفاظ على السلطة حتى عام 1945 «وفي نواح كثيرة حتى بعد ذلك» اتخذت شكل: 
 ميل للسياسة الاستبدادية؛ العداء تجاه الديمقراطية في النظام التربوي والحزبي؛ تأثير مجموعات القيادة ما قبل الصناعة والقيم والأفكار؛ مثابرة أيديولوجية الدولة الألمانية؛ أسطورة البيروقراطية؛ تراكب الميول الطبقية والتمييز الطبقي؛ والتلاعب بمعاداة السامية السياسية. 
 نسخة أخرى ظهرت من أطروحة Sonderweg في الولايات المتحدة في الخمسينيات والستينيات من القرن الماضي، عندما درس المؤرخون مثل فريتز ستيرن وجورج موسيس الأفكار والثقافة في ألمانيا في القرن التاسع عشر، وخاصة تلك الموجودة في حركة <i about="#mwt132" data-cx="[{&quot;adapted&quot;:true,&quot;partial&quot;:false,&quot;targetExists&quot;:true}]" data-mw="{&quot;parts&quot;:[{&quot;template&quot;:{&quot;target&quot;:{&quot;wt&quot;:&quot;رمز لغة&quot;,&quot;href&quot;:&quot;./قالب: رمز لغة&quot;},&quot;params&quot;:{&quot;1&quot;:{&quot;wt&quot;:&quot;de&quot;},&quot;2&quot;:{&quot;wt&quot;:&quot;völkisch&quot;}},&quot;i&quot;:0}}]}" data-ve-no-generated-contents="true" id="mw6Q" lang="de" title="German language text" typeof="mw:Transclusion">völkisch</i> المعادية للسامية. وخلص كل من موس وشتيرن إلى أن النخب الفكرية والثقافية في ألمانيا عمومًا اختارت أن ترفض بوعي الحداثة وترافق معها تلك المجموعات التي حددوها مع الحداثة، مثل اليهود، واعتنقوا معاداة السامية كأساس ل Weltanschauung . ومع ذلك، في السنوات الأخيرة، تخلى ستيرن عن استنتاجه ويتجادل الآن ضد أطروحة Sonderweg، وعقد وجهات النظر من völkisch الحركة لتكون مجرد «خفي الظلام» في الرايخ الثاني.
على سبيل المثال، تحدث هيلموث بليسنر عن «الأمة المتأخرة» (die verspätete Nation)، تأخر إنشاء دولة قومية من الأعلى. جادل المؤرخون الآخرون بأن القومية لعبت دوراً عدوانيًا مدمرًا عنيفًا بشكل خاص في عهد الإمبراطورية الثانية. حدد إرنست فراينكل، كارل ديتريش براشر، جيرهارد أ. ريتر، إم. رينر ليبسيوس، وآخرون نقاط ضعف قوية على المدى الطويل في نظام الحكم في الإمبراطورية: التطور المعوق للبرلمانيين، النظام المجزأ بشدة للأحزاب، وغيرها من العوامل التي أثقلت في وقت لاحق جمهورية فايمار وساهمت في انهيارها. أكد ليونارد كريجر وفريتز ستيرن وجورج موس وكورت سونتيمر على العناصر غير الليبرالية المنافية للثقافة السياسية الألمانية التي يمكن للأفكار الاشتراكية القومية بناء عليها لاحقًا.

### Subdebate على المحرقة
في كتابه لعام 1992 «الرجال العاديون» ، عارض كريستوفر براوننج النظرية القائلة بأن الألمان في الحقبة النازية كانوا مدفوعين بمعاداة السامية الشديدة التي ميزت الثقافة الألمانية لعدة قرون. عند تحليل قوات وحدات كتيبة الشرطة الخاصة، الذين كانوا هم الذين قتلوا اليهود مباشرة في مرحلة الغارات الجماعية للهولوكوست (قبل معسكرات الموت)، خلص براوننج إلى أن هؤلاء العمال من الطبقة الوسطى النموذجية لم يتورطوا في معاداة السامية، بل قامو بذلك حسب الأوامر.
النقاش حول Sonderweg تم تجديده من قبل الباحث الأمريكي دانييل غولدهاغن مع كتابه الصادر عام عام 1996، " هتلر ويلنج مانجرز. ذكر غولدهاجن على أن المجتمع والسياسة والحياة الألمانية حتى عام 1945 كانت تتميز بنسخة فريدة من معاداة السامية التي جعلت قتل اليهود أعلى قيمة وطنية ممكنة. أجاب منتقدوه (على سبيل المثال، يهودا باور) أن جولدهاجين تجاهل معظم الأبحاث الحديثة وتجاهل التطورات الأخرى في ألمانيا وخارجها.

## التاريخ الألماني قبل 1806
يذكر شوبرت  أن تاريخ الإمبراطورية الرومانية المقدسة يجب عدم الخلط بينه وبين Sonderweg، والتي لا يمكن رؤيتها إلا كنتيجة لمفهوم الهوية الألمانية، الذي تطور في الرومانسية في أواخر القرن الثامن عشر، عززته حروب نابليون التي كانت ألمانيا تحت الاحتلال الفرنسي. لا يمكن أن ترتبط الأحداث السابقة، وخاصة أحداث الإمبراطورية الرومانية المقدسة،  بتطور النازية.